# Pandanus lageniformis
Pandanus lageniformis är en enhjärtbladig växtart som först beskrevs av Charles Gaudichaud-Beaupré, och fick sitt nu gällande namn av Isaac Bayley Balfour. Pandanus lageniformis ingår i släktet Pandanus och familjen Pandanaceae. Inga underarter finns listade.